# Carla Lonzi
Carla Lonzi (Florence, 6 mars 1931 - Milan, 2 août 1982) est une critique d'art et écrivaine italienne. 
Figure centrale du féminisme italien des années 1970, elle est théoricienne de la conscience de soi et fondatrice du collectif féministe Rivolta Femminile.

## Biographie
Carla Lonzi naît à Florence le 6 mars 1931 d'une famille bourgeoise. Son père est propriétaire d'une petite usine et sa mère se consacre à l'éducation des cinq enfants. À l'âge de 8 ans, Carla Lonzi part dans un collège religieux en Toscane où elle passe quatre ans et se passionne pour les récits des saintes. En 1943, elle quitte le collège et rejoint sa famille à Radda in Chianti où ses parents s'étaient réfugiés pour échapper à la guerre.
Après avoir fréquenté le lycée Michelangelo, en 1950, elle commence ses études universitaires à la faculté des Lettres de Florence. Après un séjour à Paris en 1953 où elle s'intéresse aux arts visuels elle termine sa maîtrise sous la direction de Roberto Longhi avec un mémoire intitulé Rapports entre la scène et les arts visuels depuis la fin du XIXe siècle. 
Après cinq ans de mariage avec Mario Lena et la naissance en 1959 de leur fils Battista Lena, la couple se sépare en 1963. Sa carrière de critique d'art débute, grâce à l'appui de Roberto Longhi, dans les rédactions de la Rai et de l'Approdo (it), émission radiophonique et revue littéraire où elle collaborera à la rubrique des arts visuels jusqu'à la fin des années 1960. Ses essais apparaissent notamment sur des revues comme Avanti! et Marcatré (it), et dans plusieurs catalogues d'exposition.
En 1964, elle commence sa vie avec Pietro Consagra. Le couple voyage aux États-Unis et en Europe. Pendant cette période, Lonzi se consacre à la rédaction d'Autoportrait, série d'entretiens enregistrés à partir du 1965 et paru en 1969, qui signale son éloignement définitif de la critique d'art.
Les années 1970 sont marquées par son engagement féministe. En 1970, elle fonde à Rome le groupe Rivolta Femminile (Révolte Féminine) avec Elvira Banotti et Carla Accardi, connue en 1961 et devenue une de ses amies les plus proches. La création de la maison d'édition Scritti di Rivolta Femminile permet la publication et la diffusion des textes du groupe, dont plusieurs signés par Carla Lonzi,.
En 1973 s'opère la rupture entre Lonzi et Accardi, qui s'éloigne du groupe et poursuit sa carrière artistique. L'ensemble des écrits de Carla Lonzi publiés en 1974 par Scritti di Rivolta Femminile connaissent l'année suivante une première diffusion à l'étranger, grâce à une traduction espagnole et allemande.
En 1975, elle réagit aux débats lancés par le journal Corriere della Sera sur la loi sur l'avortement, légalisé en 1978. En réponse à un article de Pier Paolo Pasolini, elle envoie à la rédaction le texte Sexualité féminine et avortement qui ne sera jamais publié.
En octobre 1978, elle publie ses journaux rédigés entre 1972 et 1977 sous le titre Tais-toi, ou plutôt parle : Journal d’une féministe. Après la rupture avec Pietro Consagra, elle se consacre à son projet sur Les Précieuses ridicules de Molière qu’elle intitule Armand c’est moi ! et qui sera publié à titre posthume en 1992,.
Carla Lonzi meurt à Milan le 2 août 1982.

## Rivolta Femminile
En juillet 1970, Carla Lonzi , Carla Accardi et Elvira Banotti fondent à Rome le groupe Rivolta Femminile. Elles placardent le manifeste dans les rues de Rome et de Milan et elles fondent une édition du même nom.

## Écrits
- « La solitudine del critico » in L’Avanti du 13 décembre 1963
- Autoritratto, De Donato, Bari 1969. Réédition: et al/Edizioni, Milan 2010 (Autoportrait sous la dir. de Giovanna Zapperi, trad. fr par Marie-Ange Maire-Viguer, Collection Lecture Maison Rouge, JRP Ringier 2012)
- « La critica è potere » in NAC. Notiziario d’Arte Contemporanea no 3, Edizioni Dedalo, Milan/Bari,1970, p. 5–6
- Sputiamo su Hegel! La donna clitoride et la donna vaginale e altri scritti [« Nous crachons sur Hegel et autres textes »], Milan, Scritti di Rivolta Femminile, 1974 (réimpr. Milan al/Edizioni, 2010) (1re éd. 1974)
- « Itinerario di riflessioni » in Maria Grazia Chinese, Carla Lonzi, Marta Lonzi, Anna Jaquinta, È gia politica, Scritti di Rivolta Femminile, Milan 1977
- « Entretien avec Michèle Causse et Maryvonne Lapoug », Écrits. Voix d’Italie, Éditions des femmes, Paris 1977, Taci, anzi parla. Diario di una femminista, Scritti di Rivolta Femminista, Milan 1978 (Réédition: et al/Edizioni, Milan 2010)
- « Mito della proposta culturale » in Carla Lonzi, Marta Lonzi, Anna Jaquinta, La Presenza dell’uomo nel femminismo, Scritti di Rivolta Femminile, Milan, 1978
- « Altro che riflusso, Il tifone femminista soffia da secoli », Quotidiano donna no 32, 1979
- Vai pure, dialogo con Pietro Consagra, Scritti di Rivolta Femminile, Milan, 1980 (réédition: et al/Edizioni, Milan 2011)
- Texte sans titre in Germano Celant (dir.), Identité Italienne. L’art en Italie depuis 1959, cat. exposition Centre Pompidou, Paris 1981, p. 31
- Scacco Ragionato. Poesie dal ’58 al ’63, Scritti di Rivolta Femminile/Prototipi, Milan, 1995
- Scritti sull’arte, sous la dir. de Lara Conte, Laura Iamurri, Vanessa Martini, et al/Edizioni, Milan, 2012